# Guszev kapitány
Alekszej Guszev, Guszev kapitány vagy Guszev százados (oroszul капитан Алексей Гусев) – kitalált személy. Egy legenda szerint az 1848-49-es szabadságharc idején volt egy százados az orosz hadseregben, aki szembefordult a hatalommal és a magyarok mellé állt: Guszev.
Erről a Guszev kapitányról utcát neveztek el. Ez az V. kerületi Sas utca volt. A sarkon emléktábla örökítette meg személyét. Az emléktábla ma a Fővárosi Képtárban tekinthető meg; Mikus Sándor alkotása.
Felirata:
„Népünk 1848-49-es harcával együtt harcoló, a cári önkényuralommal szembeforduló mártírhalált halt Guszev százados és társai emlékére állította a Magyar Néphadsereg.”
Szintén az ő nevét viselte a szocializmus idején Nyíregyházán a Huszártelep városrész.
Guszev kapitányt valójában Illés Béla, anekdotázó kedvű magyar író találta ki, aki a moszkvai emigrációjából 1945-ben a szovjet hadsereg őrnagyaként tért haza. Anasztasz Mikojan, szovjet államfő egy magyarországi látogatása során méltatta is a kitalált orosz „hőst”. Illés a kutatóknak azt mondta, hogy Guszevről a minszki levéltárban talált adatokat. A minszki levéltár azonban a második világháborúban porrá égett, így már nem volt mit kutatni.

## Érdekességek
Egy másik, de valóban létező Guszev: Jurij Pavlovics Guszev, orosz költő a teljes Balassi-életművet lefordította oroszra.
Volt viszont olyan – szintén a cári hadseregben harcoló – lengyel kapitány, aki átállt a magyar oldalra harcolni: Kazimierz Rulikowksi. A szabadságharc leverése után ezért a tettéért a cári hadsereg bírósága halálra ítélte és kivégeztette. Sírja ma Nagyváradon, emléktáblája a Földművelési Minisztérium falán található 1997 óta. A lengyel tisztről megemlékező táblát csak két évvel később állíttatta a belvárosi önkormányzat azután, hogy szintén az önkormányzat kezdeményezésére levették Guszev kapitány emléktábláját.